# La Dura Dura
La Dura Dura es una vía de escalada situada en Peramola, Cataluña. Esta vía de escalada de dificultad 9b+ está ubicada sobre un acantilado de caliza a 500 metros de altitud. La primera ascensión fue realizada en febrero de 2013 por Adam Ondra y la segunda, un mes más tarde por Chris Sharma. Es la primera vía de grado 9b+ que está repetida.

## Descripción
La Dura Dura se ubica en el sector de escalada de Peramola en España y ha sido equipada por Chris Sharma. La ha nombrado así porque cada vez que otras personas le preguntaban sobre qué vía trabajaba, Chris respondía que esta era la dura, pero como todas las vías que tiene en proyectos son particularmente duras y que no era posible de definir de qué vía se trataba, Sharma precisaba que esta era la dura dura.
La vía consiste en una primera sección de 8 metros compuesta por quince movimientos de un estilo cercano al del bloque. Esta sección podría ser también un 9b / 9b+ . Se trata principalmente de grandes movimientos en pequeños agujeros seguidos por una gran regleta y apoyados en un movimiento dinámico para poner fin a cuatro movimientos de dimensión comparable a la 8A . Después de esta parte muy física, la vía continúa en un segundo tramo de 10 metros de 8c + que consiste en movimientos dinámicos bastante intensos intercalados por un bloqueo de la rodilla muy compleja, pero que permite relajarse un poco. Por último, hay una tercera sección más fácil de alrededor de 20 metros enumerados 8b para llegar a la parte superior de la vía.

## Primeras ascensiones
En febrero de 2013, el escalador checo, Adam Ondra es el primero en conseguir la ascensión después de 9 semanas practicando las presas y métodos, necesitó más de 90 intentos de ascensión.
La ascensión fue repetida por el americano Chris Sharma en marzo del mismo año.